# Whitehead Hicks
Whitehead Hicks (* 24. August 1728, Long Island, New York City; † 7. Oktober 1780 in Flushing, Queens, New York City) war zwischen 1766 und 1776 Bürgermeister von New York City. 

## Lebenslauf
Whitehead Hicks war der Sohn eines Richters. Er wuchs in der britischen Provinz New York auf und studierte ebenfalls Jura. Im Jahr 1750 wurde er als Rechtsanwalt zugelassen. Er war für mehrere Jahre bei der Verwaltung in Queens angestellt. Im Jahr 1766 wurde er als Nachfolger von John Cruger zum neuen Bürgermeister von New York City ernannt. Dieses Amt bekleidete er zehn Jahre lang bis 1776. In dieser Zeit wurde dort das Kings College eröffnet (1767). Ein Jahr später, also im Jahr 1768, folgte die Gründung der Handelskammer (New York Chamber of Commerce). Seine Amtszeit war überschattet von den Protesten der noch-Kolonisten gegen die britische Regierung. Diese Protestbewegung führte dann zur Amerikanischen Revolution und zum Amerikanischen Unabhängigkeitskrieg. Im Jahr 1776 besetzten die Amerikaner unter George Washington für kurze Zeit New York City und der Bürgermeister musste fliehen. Bald darauf wurde die Stadt von den Briten zurückerobert. Sie blieb bis November 1782 in britischer Hand. Hicks wurde im Februar 1776 zum Richter am Supreme Court der Kolonie ernannt. Manche Quellen sagen er habe das Amt nur für kurze Zeit innegehabt, während andere davon ausgehen, er sei bis zu seinem Tod am 7. Oktober 1780 Richter gewesen. Welche Version richtig ist, muss mangels eindeutiger Belege offen bleiben. Mit seiner Ernennung zum Richter endete seine Zeit als Bürgermeister. Zu seinem Nachfolger in dieses Amt wurde David Mathews ernannt, der wie Hicks ein britischer Loyalist war.  